# 基斯贊·路莫斯基
基斯贊·路莫斯基（Kristijan Naumovski，1988年9月17日—），生於前南斯拉夫斯科普里，北馬其頓籍足球運動員，司職守門員，前馬其頓國家隊球員，現時效力馬耳他超級聯賽球會拜基卡拉。

## 球員生涯
基斯贊生於斯科普里，少年時在FK斯科普里度過了他的整個職業生涯。基斯贊曾效力過羅馬尼亞著名勁旅球隊布加勒斯特戴拿模，亦曾在保加利亞落班。2014年夏季，基斯贊簽約保加利亞足球甲級聯賽球隊索菲亞利夫斯基一年。2015年，基斯贊回歸布加勒斯特戴拿模並簽約半年。2015－16球季，基斯贊加盟香港超級聯賽球會香港飛馬。他在參與香港飛馬的季前熱身賽時，已獲不俗評價。2015年9月13日，香港飛馬作客冠忠南區的第一輪港超賽事，基斯贊首次為香港飛馬上陣把關，最終以3–3賽和對手。
2016猴年賀歲盃，基斯贊入選香港聯賽選手隊，最终港聯以4–0大勝香港代表隊。2016年5月15日，足總盃決賽，香港飛馬與元朗在法定時間及加時賽後仍賽和1–1，最終香港飛馬憑互射12碼以4–3擊敗元朗，其中基斯贊撲出對手最後兩輪12碼，助飛馬相隔6年再度奪冠。2016年5月18日，恒基兆業菁英盃決賽，香港飛馬與南華在法定時間及加時賽後仍賽和1–1，需憑互射12碼決勝負。基斯贊再度成為香港飛馬的奪冠功臣，他撲出兩球12碼，協助香港飛馬互射十二碼勝3–1、總比數則以4–2擊敗南華，四日內連奪兩冠。
2016年5月15日，高級組銀牌16強，理文流浪與香港飛馬於120分鐘打成0–0平手，需要加時再戰，但兩軍120分鐘亦無進帳，要戰至互射12碼，結果28歲生日的飛馬隊長門將基斯贊再做英雄，先後撲出佐迪及葉頌朗的射門，結果香港飛馬以總比數4–3晉級，賽後隊友和球迷送上香檳和唱生日歌為基斯贊慶祝。香港飛馬於2017年2月13日作客標準灝天的菁英盃8強，雙方在法定時間賽和0–0最終需要互射12碼定勝負，結果基斯贊先後救出艾華頓及美高的射門，協助香港飛馬以總比數4–3晉級，亦是他第四次協助球隊在互射十二碼階段擊敗對手，季尾香港飛馬未有與基斯贊續約離隊加盟馬耳他超級聯賽球會拜基卡拉。

## 國際賽生涯
基斯贊曾6次代表馬其頓國家隊。2009年11月14日，基斯贊首次代表北馬其頓，當時加拿大以3–0獲勝。基斯贊在2015年3月底才為國家隊上陣，在國際熱身賽對澳洲半場入替，結果兩軍戰成0–0。

## 家庭生活
2015－16球季完結後，香港飛馬門將基斯贊便立刻趕回北馬其頓與去年註冊的妻子補辦婚禮。

## 榮譽
港聯
- 賀歲盃冠軍（2016年）

拉布歷基
- 馬其頓盃冠軍（英语：2008–09 Macedonian Football Cup）（2008–09季度）

布加勒斯特戴拿模
- 羅馬尼亞盃冠軍（英语：2012 Cupa României Final）（2011–12季度）
- 羅馬尼亞超級盃冠軍（2012年）

香港飛馬
- 香港足總盃冠軍（2015–16季度）
- 香港菁英盃冠軍（2015–16季度）

## 外部連結
- 香港足球總會網頁球員資料（页面存档备份，存于）